# 松島神社
松島神社（まつしまじんじゃ）は、東京都中央区の神社。現在はオフィスビルの1階部分にある神社である。

## 歴史
天正13年（1585年）に創建された。鎌倉時代の元亨（1321年 - 1324年）以前は、この辺一帯は入り江であった。その中の松が茂った島に「柴田」という一族が住んでおり、その松島の柴田家の屋敷神として設けたのが起源である。天正に至り、一般に公開された。当時は「松島稲荷」と呼んでいた。
江戸時代になり、周辺が埋め立てられると、当地は「松島町」と呼ばれるようになった。地方から多くの人たちが住むようになり、故郷の神々を合祀するように頼んだため、祭神が多く祀られることになった。

## 交通アクセス
- 水天宮前駅より徒歩2分。

## 日本橋 七福神めぐり
近隣の神社と共に「日本橋七福神めぐり」の一社になっている。
- 笠間稲荷神社 東京別社（寿老神）
- 小網神社（福禄寿）
- 水天宮（弁財天）
- 末廣神社（毘沙門天）
- 椙森神社（恵比寿）
- 松島神社（大黒天）
- 茶ノ木神社（布袋）